# Tugimaantee 83
De Tugimaantee 83 is een secundaire weg in Estland. De weg loopt van Suuremõisa via Käina naar Emmaste en is 31,2 kilometer lang. 